# Compania (Prison Break)
Compania este o organizație conspirativă fictivă din serialul de televiziune american Prison Break.
Compania este o organizație secretă multinațională, formată dintr-un grup de conspiratori de a cărei existență știu doar angajații acesteia. Puterea și inflența acestora este atât de mare încât au reușit să penetreze cel mai înalt nivel din SUA și anume Casa Albă și să dicteze acțiunile acesteia. Principalul ei scop este să dețină întreaga putere economică a Americii. Pentru realizarea acestui scop, printr-un joc de culise presărat cu omoruri și uneltiri dintre cele mai diverse, au reușit să o impună ca președinte al SUA pe Caroline Reynolds.